# ابی (سودان)
ابیه (شهر) در سودان است که در south kurdufan واقع شده‌است.

## خصوصیات
ابیه ۴۰۰ متر بالاتر از سطح دریا واقع شده‌است.